# Cathédrale-basilique Sainte-Marie de Panama
Cette  cathédrale et basilique n’est pas la seule cathédrale Sainte-Marie ni la seule basilique Sainte-Marie.
La cathédrale-basilique Sainte-Marie (en espagnol : Catedral Basílica Santa Maria la Antigua de Panamá) est une église catholique située dans la vieille ville ou Casco Viejo de Panama City au Panama,. Elle a été consacrée en 1796, bien que les travaux de construction aient commencé en 1688, 108 ans plus tôt. Cette cathédrale est le siège épiscopal de l'archidiocèse de Panama. 

## Histoire
La cathédrale métropolitaine de Panama est l'héritière de la cathédrale érigée par le pape Adrien VI dans la grande maison du Cacique Cémaco, lorsque les Espagnols ont voulu fonder un sanctuaire dédié à Santa Maria la Antigua en 1510. En 1513, une bulle papale a élevé le sanctuaire du rang d’église au rang de cathédrale. Son premier évêque est Fra Juan de Quevedo. 
Après l'incendie qui a provoqué l'évasion du corsaire Henry Morgan en 1671 la ville est transférée dans la vieille ville actuelle de la ville de Panama en 1673, ce qui entraîne la suspension de la construction d'une nouvelle cathédrale dont la construction dura 108 ans (1688-1796).
Le tremblement de terre de 1882 nécessite une large restauration. De nouveaux travaux de restauration ont lieu en 2016-2018. Le pape François consacre le 26 janvier 2019 l'autel de la cathédrale restaurée, et y célèbre la messe à l'occasion des Journées mondiales de la jeunesse.

## Architecture
La cathédrale basilique est un grand bâtiment, flanquée de deux tours creuses, jadis peintes en rouge, avec des incrustations de nacre. Elles ont longtemps été considérées comme les plus hautes d’Amérique latine. Les murs sont en pierre, la façade est sculptée dans le style de la Renaissance avec des éléments de décoration classiques de style jésuite. La cathédrale est composée de trois nefs auxquelles on accède directement par les trois portiques de la façade. 
Le toit est soutenu par une vraie forêt d'environ 67 colonnes cruciformes en pierre et en brique. Le sanctuaire et l'autel priviligié où est conservé le Saint-Sacrement sont 7 marches au-dessus du niveau de la nef et alors que le reste de l'église soit peint en blanc, cette partie, en haut, est peinte en bleu, couleurs de la Vierge.
Son retable principal est une œuvre de la fin du XIXe siècle, probablement réalisée par des maîtres français qui ont travaillé à la construction du canal interocéanique. De Darién à Panamá Viejo et de là au site actuel sont venues les reliques apportées de Séville de saint Aurélien et de saint Gétule de Tivoli.

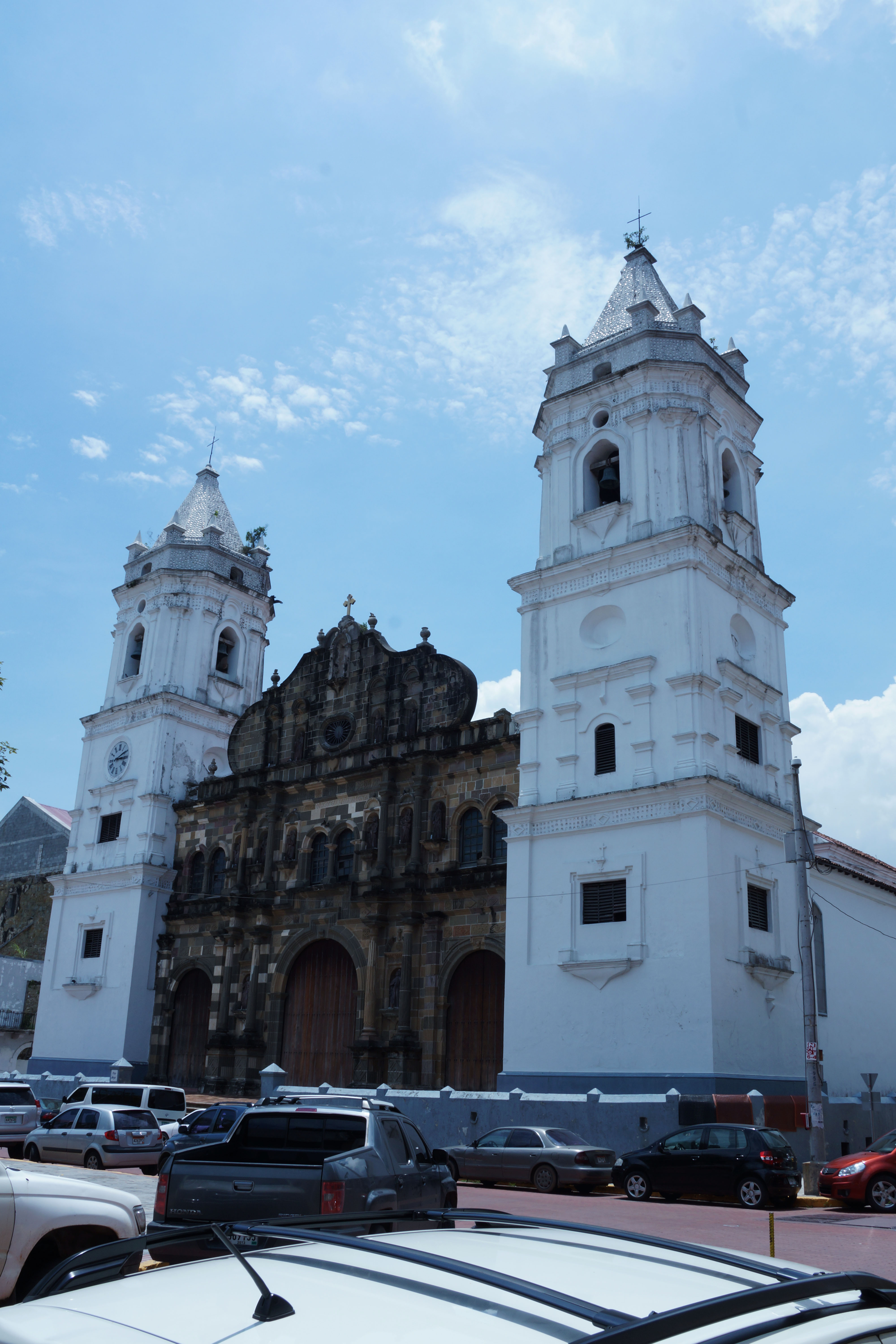
Une autre vue de la cathédrale.

Le nouvel autel, consacré en janvier 2019 par le pape, est en marbre de Carrare importé d'Italie, avec des éléments venus de France et du Brésil. Il comporte des reliques des saints Jean-Paul II, Rose de Lima, Martin de Porres et Oscar Romero.
Les cloches de la tour de la cathédrale de Panama Viejo ont été rendues inutilisables à la suite de leur fonte partielle causée par l'incendie de 1737 ; ces cloches qui ne sont plus en fonction sont de fabrication du XVIIIe siècle, et ont été reçues comme cadeaux d'anciens évêques panaméens déplacés en Amérique du Sud. Huit nouvelles cloches sont installées en 2018 et sonnent pour la première fois à l'arrivée du pape François le 23 janvier 2019. L'une d'entre elles porte le nom du pape.
La grande sacristie est le seul bâtiment colonial panaméen avec une coupole. Sous le sanctuaire, il y a deux salles voûtées, dont la crypte des évêques. De la sacristie, on accède à une autre salle basse où se trouvent les archives de la cathédrale.
Les 10 grandes et hautes fenêtres, depuis le début du XXe siècle, ont été enrichies de vitraux influencés par le style Art déco. Les lampes actuelles, en bronze doré au design traditionnel, ont été données par l’archidiocèse de Rio de Janeiro. La cathédrale se dresse du côté ouest de la Plaza Mayor. Elle est entourée d'une large colline à 6 marches au niveau de la rue et d'une marche de plus pour entrer dans le temple.